# Vlčice (Jeseníki járás)
Vlčice település Csehországban, a Jeseníki járásban. Vlčice Skorošice, Žulová, Uhelná és Bernartice településekkel határos. Lakosainak száma 452 fő (2024. január 1.).

## Népesség
A település lakosságának változását az alábbi diagram mutatja:
| Lakosok száma | 2030 | 1978 | 1686 | 830  | 569  | 459  | 409  | 400  | 413  | 452  |
|               | 1869 | 1890 | 1921 | 1950 | 1980 | 2001 | 2017 | 2019 | 2022 | 2024 |